# Gyula Dőri
Gyula Dőri (wym. [ɟulɒ døːri], ur. 28 marca 1864 w Budapeszcie, zm. 2 sierpnia 1918 tamże) – węgierski taternik, turysta i urzędnik bankowy.
Gyula Dőri był czynnym taternikiem na przełomie XIX i XX wieku. Był aktywistą MTE, w 1904 roku został jego honorowym członkiem. W 1897 roku wydał Kirándulások a Rohács hegycsoportban – monografię turystyczną na temat wówczas turystycznie zaniedbanych Tatr Zachodnich. Na jego cześć w językach niemieckim i węgierskim nazwano Drobną Turnię (Dőrispitze, Dőri-csúcs) i Drobną Przełączkę (Dőrischarte, Dőricsorba).

## Ważniejsze tatrzańskie osiągnięcia wspinaczkowe
- pierwsze wejście turystyczne na Spągę,
- pierwsze wejście turystyczne na Sokolą Turnię,
- pierwsze wejście turystyczne na Mały Durny Szczyt,
- pierwsze wejście turystyczne na Drobną Turnię, wraz z Károlyem Jordánem.